# Yoxford
Yoxford is een civil parish in het Engelse graafschap Suffolk.